# Играчка
Играчката е предмет, използван за игра и най-често предназначен за тази цел. Играта с играчки може да бъде забавен начин за обучаване на малките деца за живота в обществото. При тяхното изработване се използват различни материали, като дърво, глина, хартия и пластмаса. Много предмети са специално предназначени за използване като играчки, но за същото могат да служат и продукти с друго предназначение. Например, от обикновен лист хартия със сгъване може да бъде направен самолет, който да лети. Съвременен вид играчки са някои компютърни системи за интерактивно забавление. Съществуват и играчки, предназначени главно за колекциониране.
Играчките са използвани още от древни времена. При археологически разкопки са намирани кукли, изобразяващи бебета, животни и войници, както и имитации на инструменти, използвани от възрастните. Най-старата известна кукла е на възраст около 4000 години от средиземноморския остров Пантелерия, а най-старите играчки изобщо вероятно са глинени топки от неолита. Днес играчките са съобразени с безопасността, учебно-възпитателната работа и възрастовата група.
Смята се, че играта с играчки играе важна роля за израстването на децата и опознаването на света около тях. Малките деца използват играчките, за да открият своята идентичност, да подпомогнат израстването на телата си, да опознават причинно-следствените връзки, да изследват отношенията между хората и да упражняват умения, от които ще се нуждаят като възрастни. Първостепенната роля на играчката обаче е да доставя удоволствие.
Макар играчките да са предназначени главно за децата, в някои случаи възрастните също използват играчки, за да създават и усилват социални връзки, да обучават, като помощно средство при някои терапии и за да си припомнят и затвърждават уроци от ранните си години. Други предмети, използвани в игрите за възрастни, като стикове, хилки, пионки, кегли, карти и други, обикновено не се наричат играчки на български език.

## История

### Ранна история
Повечето деца и в наши дни могат да си играят с всякакви подръчни предмети, като пръчки и камъни, но специално предназначени за целта играчки са известни от археологически разкопки при много от древните култури, както и от някои от най-ранните писмени източници.
Най-ранните играчки са правени от природни материали, като камъни, пръчки и глина. Сред играчките от Индската цивилизация (III-II хилядолетие пр. Хр.) са малки колички, свирки с форма на птици и маймунки, плъзгащи се по връв. От Древен Египет са познати кукли с коса и подвижни крайници, изработени от камък, керамика и дърво. В Древна Гърция и Древен Рим децата си играят с кукли от восък или теракота, пръчки, лъкове и стрели и йо-йо. В Гърция е прието децата, при достигане на определена възраст, особено момичетата в навечерието на женитбата си, да принасят в жертва на боговете играчките от своето детство. От Древна Гърция е известен и най-старият механичен ребус, датиран към III век пр. Хр. Той представлява квадратна плочка, разделена на 14 части, с които могат да се сглобяват различни форми.
Пъзелни сглобки са използвани в Иран от XVII век.

### След епохата на Просвещението
Играчките получават по-широко разпространение с променящото се отношение към децата в епохата на Просвещението. По това време те започват да се разглеждат като самостоятелни личности, вместо като придатък към домакинството, и се популяризира възгледа, че те имат право да се развиват и радват на своето детство. Разнообразието и броят на играчките, произвеждани през XVIII век постоянно нараства. Картографът Джон Спилсбъри създава първият пъзел през 1767 година, за да подпомогне обучението по география, като изработва осем тематични пъзела – със света, Европа, Азия, Африка, Америка, Англия и Уелс, Ирландия и Шотландия. Люлеещото се конче на дъгови опори е създадено в Англия по същото време и става популярно, особено в заможните семейства, тъй като се смята, че помага за развитието на чувството за равновесие, което да послужи при истинската езда.
Сапунените мехури от остатъци от сапун за пране също са популярно забавление. Други разпространени играчки са обръчите, количките, хвърчилата, пумпалите и куклите. Първите настолни игри са създадени от Джон Джефрис през 50-те години на XVIII век. Сред тях е „Пътуване през Европа“, много близка до съвременните настолни игри – играчите се придвижват по пътека с хвърляне на зар и попадат в различни полета, които им пречат или помагат.
През XIX векзапочват да отдават голямо значение на играчките с образователно предназначение, като пъзели, книги, карти и настолни игри. Популярни са и играчки с религиозни мотиви, като модел на Ноевия ковчег с миниатюрни животни или предмети от други библейски сцени. С нарастването на средната класа повече деца разполагат със свободно време, което започва да създава пазар за играчки и условия за въвеждането на промишлени методи за тяхното производство.
През този период се създават и играчки с по-усложнено механично или оптично устройство. Английското предприятие „Карпентър енд Уестли“ започва серийно производство на изобретения през 1817 година от Дейвид Брюстър и само за три месеца продава 200 хиляди броя в Лондон и Париж. Фирмата произвежда серийно и магически фенери, използвани в представления, разработвайки технология, базирана на печат върху медни плочи. Популярни образи, използвани в магическите фенери, са членове на кралското семейство, растения и животни, както и природни или културни забележителности от различни части на света. Съвременният зоотроп е изобретен през 1833 година от англичанина Уилям Джордж Хорнър и е популяризиран през 60-те години на XIX век. Други популярни играчки от тази епоха са дървени и порцеланови кукли в миниатюрни къщи за кукли за момичетата и топчета и модели на влакове за момчетата.

### Масово производство
Златният век в разработването на нови играчки идва с началото на XX век. Нарастващите доходи в развитите страни дават възможност и на работнически семейства да купуват играчки за децата си, а промишлените технологии за прецизна изработка и серийно производство осигуряват икономично задоволяване на това нарастващо търсене. Интелектуалният фокус все повече се насочва към важността на пълноценното и щастливо детство за по-нататъшното развитие на децата. Английският художник Уилям Харбът създава пластилина през 1897 година, а предлагането му като детска играчка започва през 1900 година. По това време марката „Британс“ прави революция в производството на войници играчки с изобретяването на технологията на кухо отливане на оловото през 1893 година.
Друг англичанин, Франк Хорнби, е сред визионерите в развитието на играчките и инициира разработката и производството на три от най-популярните типове играчки на XX век, базирани на инженерните принципи – конструкторите за сглобяване „Мекано“, моделите на железопътни линии „Железници Хорнби“ и моделите на превозни средства „Динки Тойс“. „Мекано“ е макетна строителна система, включваща елементи с многократна употреба – метални ленти, плочи, ъглови профили, колела, оси и зъбни колела, с болтове и гайки за тяхното свързване, позволявайки създаването на действащи модели на различни механични устройства. „Динки Тойс“ е сред първите линии на играчки от отливки, включваща серии от мащабни макети на автомобили, влакове и кораби, и получила широка популярност през 20-те години.
По време на Втората световна война някои случайни открития водят до създаването на нови групи играчки. При опити да създаде заместител на синтетичния каучук, американецът Ърл Уорик създава интелигентния пластилин. По подобен начин пластилинът плейдо първоначално е разработван като почистващ препарат за тапети. През 1943 година Ричард Джеймс прави експерименти с пружини, като част от изследванията си за военни цели, които поставят началото на разработката на играчката слинки.
След края на войната с подновения икономически растеж и развитието на нови технологии и материали, най-вече пластмасата, играчките стават евтини и общодостъпни в развитите страни. Сред най-популярните продукти на следвоенния период са конструкторите от сглобяващи се пластмасови тухлички на датското предприятие „Лего“, кубчето на Рубик, куклите „Барби“ и комплектите фигурки „Екшън Мен“. В наши дни има компютризирани кукли, които могат да разпознават предмети и гласа на притежателя си и да избират между стотици предварително програмирани фрази, с които да отговарят на въпроси.

## Развитие на детето
Играчките, както и самия процес на игра, изпълнява множество функции както при хората, така и при животните. Те забавляват, като в същото време имат образователна роля. Играчките подобряват познавателната способност и стимулират креативността. Те помагат за развитието на физически и умствени умения, необходими за по-нататъшния живот.
Една от най-простите играчки, комплект от прости кубчета, е и една от най-добрите за ранното умствено развитие – координация между погледа и движението на ръцете и разбиране на прости математически и физически идеи, като в същото време дава възможност за творчество. Други играчки, като топчета, ашици или топки, имат сходни функции в развитието на децата, давайки им възможност да използват ума и тялото си, за да учат за пространственото положение, причинността и много други области.
Пример за силното влияние на играчките в детското развитие са играчките за моделиране от рода на пластилина. Изследвания демонстрират техния голям положителен ефект върху физическото, познавателното, емоционалното и социалното развитие на децата.

## Разграничение по пол
Някои играчки, като например куклите Барби от една страна и фигурки на войници или модели на коли от друга се разглеждат като предимно предназначени за единия или другия пол. Момичета, особено в по-ранна възраст предпочитат да играят с кукли, докато момчетата играят с коли и войници. Някои изследвания показват, че дори на 1 – 2 годишна възраст децата имат склонност да предпочитат един или друг вид играчки, като този избор се предопределя предимно от стереотипното понятие за момичешка или момчешка играчка.
Понякога когато децата играят с играчки, предопределени за другия пол, това може да предизвика негативни реакции от страна на родителите и подигравки и присмех от страна на приятелите на децата. Въпреки това в последните години много от играчките се правят неутрални по отношение на пола, а от друга страна започва да се приема за нормално момчета да играят с „момичешки“ играчки, а момичетата с „момчешки“.

## Видове

### Пъзели
Пъзелите са особен вид играчка, при която много на брой отделни малки плочки, парченца или думи трябва да бъдат правилно подредени или сглобени, така че да образуват картина или друго изображение с предварително известни и зададени характеристики.
Някои пъзели, представляващи фотография обикновено, се продават в кутии, на чийто капак е дадено целевото изображение, а вътре в кутията са разбърканите парченца за редене, често придружени от пакетче със специално лепило на гранули и щендер за кутията. Някои от тези пъзели могат да бъдат 3-D, най-често известни сгради или замъци.
Друг вид пъзел е например кубът на Рубик, който спада към математическите пъзели. Кубът има в стандартната си форма девет квадратни полета на всяка стена – общо 54 и заема обем от 27 единични кубчета. Обикновено полетата на куба са покрити с лепенки в шест цвята – по един за всяка стена на куба. Когато главоблъсканицата е решена, всички квадратчета на една стена имат един и същ цвят, но различен от другите стени.
Друг вид пъзел е танграма – китайска игра за подреждане. Състои се от седем плочки, наречени тани, които при подходящо нареждане образуват квадрат. Целта на играта е да се редят специфични фигури, зададени само със силуетите си, но при условие, че се използват всичките седем плочки и то така, че да не се застъпват.
Към пъзелите могат да се причислят и анаграмите и кръстословиците.

### Спортни играчки
Спортните играчки са най-популярни сред по-големите деца, които имат вече значителен контрол над моторната си дейност. Този тип играчки ангажират активно децата предимно в упражнения на тялото. Най-често използваните са топки, обръчи, въже за скачане, фризби, аероби, астроджакс и други. Дейностите, свързани с тези играчки позволяват на децата да изградят здрави кости и мускули и да се научат да координират движенията си, да пазят равновесие или да се концентрират.
Една от най-популярните игри с топка е народната топка, която се играе на открито, като всеки играч се опитва да уцели с топката играчи от противниковия отбор, а те от своя страна се опитват да избегнат удара. Има различни варианти на играта, едни от които са голямата и малката народна топка. По-големите деца могат да играят игри, характерни за възрастните със специализирани топки – баскетбол, волейбол, футбол, хандбал и други. Особен вид играчка е плажната топка, която е надуваема и може да се използва за игра както на пясъка, така и във водата.

### Гумени играчки
Съществува голямо разнообразие на играчки, изработени от гума. Популярна играчка е гуменото пате, с формата на пате, предназначена за игра в банята, най-вече защото се задържа над водата и не потъва. Някои гумени патета са снабдени с пискун и при стискане издават характерен звук. Те също така могат да се пълнят с вода и след това да се изстискват, поради което доставят удоволствие и забавление за малките деца, особено за тези, които по принцип не обичат банята. Най-често срещани са жълтите на цвят, но могат да се срещнат и в други цветове, в разнообразни размери и пропорции на тялото.
Не е известен произходът на гуменото пате, но историята му е неразривно свързана с появата и развитието на производството на изделия от гума в края на XIX век. Жълтото гумено пате се е превърнало в икона в американската популярна култура и често е асоциирано с бебетата, ваните и сапунените мехури. В САЩ образът му е популяризиран през 1970-те от Джим Хенсън, в ролята на Ърни, герой от известното мъпет шоу „Улица Сезам“.
Гумените патета получават неочаквано приложение и в океанографските изследвания, след като тихоокеанска буря на 10 януари 1992 г. обръща във водата превозвани на кораб три контейнера с общо 30 000 пластмасови играчки за баня „Friendly Floatees“, произведени в китайска фабрика. Сред играчките има модели на различни животни, включително гумени патета. Две трети от тях поемат на юг и след три месеца достигат бреговете на Индонезия, Австралия и Южна Америка. Останалите 10 000 играчки поемат на север към Аляска и подети от Северното тихоокеанско течение правят почти пълен кръг, за да достигнат близо до Япония. Част от патетата навлизат Беринговия проток между Аляска и Русия и заклещени от арктическия лед се движат със скорост около 1 миля на ден. През 2000 година са забелязани в северния Атлантически океан. Движението на играчките е проследено от американския океанограф Къртис Ебесмайер.

### Кукли
Куклата е фигура с човешка форма, най-често тази на момиченце или бебе, но се срещат и кукли на мъже или момчета. Често пъти има и кукли, изобразяващи зрели жени или подрастващи девойки (куклата Барби). Може да бъде парцалена, порцеланова, дървена (марионетка, матрьошка и други), пластмасова, стъклена, от папиемаше или друг материал. Основното предназначение на куклите е като детска играчка. Въпреки това някои редки или старинни екземпляри се събират от колектори и се използват за декорация или са изложени в музеи. Куклите марионетки се използват в куклените театри, докато други – за специални ефекти в киното или телевизията. В по-общ смисъл „кукли“ се наричат и играчките с животински форми: плюшени мечета, люлеещи се кончета, патенца на колела и други подобни.
Днес куклите имат много реалистични изображения, очите им обикновено могат да се затварят, някои от тях имат определена миризма, могат да издават звуци (най-често плач) или да извършват определени движения. Куклите са известни още от древността. В миналото са били използвани преди всичко при правене на магии или в религиозни ритуали. В началото на масовото им производство (индустриалната ера) куклите представляват предимно бели възрастни хора, но днес могат да се намерят представители на всички раси и всички възрасти.
С кукли играят преди всичко момичетата, те ги хранят, преобличат, слагат да спят и се грижат за тях имитирайки дейностите на своята майка. За целта много полезни са къщите за кукли, които са типичен макет на истинска къща с отделни стаи, мебели, прибори за хранене и т.н. Къщите за кукли се появяват през XVII век и тогава са изработвани изцяло на ръка.
Днес, в компютърната ера, съществуват виртуални и онлайн кукли, с които децата могат да играят.

#### Парцалени кукли
Парцалените кукли са специален вид кукли, които са изработени от плат. Традиционно се изработват в дома, като се използват остатъци от плат, малки парчета, които се съшиват и натъпкват с някаква плънка. Това е най-старият вид кукла. Британският музей има запазена древноримска парцалена кукла, датираща от 3 век пр.н.е. В миналото в България в бедните райони децата са играели само с парцалени кукли и парцалени топки. Лицето на този вид кукли може да се нарисува, избродира или да се използват различни предмети за очи (например копчета) и други части. За коса се използва прежда. В Америка много популярни са парцалената Ани и нейният брат парцаленият Анди, измислени герои от поредицата книги на Джони Грюел. Те и двамата имат червена коса и триъгълник за нос и излизат на бял свят около 1920 година. Днес те продължават да са популярни и се изработват комерсиално от меки платове и дрехи в разноцветни кръпки.

### Плюшени играчки
Плюшената играчка или понякога наричана мека играчка е общо название на играчки, ушити от плат, плюш или друг текстил, и натъпкани със слама, бобови зърна, пластмасови топчета, памук, синтетични влакна или друг подобен материал. Изработват се във формата на животни, легендарни същества, анимационни герои или неодушевени предмети. Една от най-известните плюшени играчки е мечето Теди, носеща името на американския президент от началото на XX век Теодор Рузвелт.

### Превозни средства
Децата често играят с миниатюрни модели на моторни превозни средства. Дори в древността могат да се намерят колички на две колела, изобразени на вази от Древна Гърция. По-късно се появяват навиваемите играчки (с ключ за пренавиване), които позволяват на превозното средство да се движи само. Днес модерните играчки имат двигатели и дори могат да се управляват дистанционно. Те могат да се движат напред-назад, да правят завои, а някои дори да летят. Най-известните производители на такива играчки са Matchbox и Hot Wheels. Разбира се най-популярни от моторните превозни средства са колите, като предпочитанията са към спортни коли, линейки, полицейски коли и пожарникарски коли. Освен автомобили, съществуват миниатюрни модели на хеликоптери, самолети и лодки. Големината на такива модели може да варира от няколко сантиметра до няколко метра. Съществуват и автомобили, в които децата могат да сядат и да ги карат. Те обикновено са с ръчни педали за безопасност. Детските велосипеди също са предпочитано средство за спорт и развлечение.
Едни от най-любимите играчки на децата, особено по Коледа, са моделите на влакове, някои от които могат да са твърде реалистични. Те представляват системи за железопътен транспорт в умален вид с различен мащаб. Моделите могат да включват както подвижния състав (локомотиви, вагони, автомобили), така и трасето, сигнализацията, сгради, улици, зеленина и т.н. Най-ранните играчки от този тип са се появили през 1840 г.

### Конструктори
Още Платон пише, че бъдещите архитекти трябва да се учат да градят модели на къщи като деца. Днес конструкторите са използвани за построяване не само на къщи, но и на мостове, коли, кораби и други. Най-старите конструктори представляват обикновени дървени блокчета.

#### Лего
Лего е една от най-популярните в последните десетилетия конструкторска играчка, в чиято основа са малки многоцветни пластмасови елементи (наричани тухлички), излети по оригинален калъп, осигуряващ идеалното им пасване и закрепване един за друг. С тяхна помощ могат да се построят животни, автомобили, самолети, замъци, космически кораби и много други. Въпреки многото нововъведения, градивните принципи на играта остават непроменени вече повече от 50 години. Така например, елементи произведени през 1958 година могат спокойно да паснат с такива, изработени през 2010 година. Този тип играчки спомагат за развиване на въображението на децата. Лего обикновено са предназначени за по-големи деца, както и за възрастни.